# Psàmate (filla de Crotop)
Segons la mitologia grega, Psàmate (en grec antic Ψαμάθη) va ser una filla de Crotop, rei d'Argos, que pertany a l'estirp de Forbant i Tríopas.
S'uní a Apol·lo i en tingué un fill anomenat Linos a qui va abandonar a la muntanya per por del seu pare. Més tard, Crotop, indignat per l'estupre de la seua filla, ordenà que l'enterressin viva.
Per aquest crim, el déu envià un monstre anomenat Pena a devastar el seu regne. L'oracle advertí que el flagell només cessaria si Psàmate i Linos eren objecte de culte, i així es complí.